# LOVEní
LOVEní je česká romantická komedie z roku 2019 režiséra Karla Janáka.

## Děj
Eliška stojí u svatebního oltáře a chystá se říct „ano“. Místo toho ale řekne „ne“ a od oltáře uteče. Její kamarádka se jí rozhodne pomoct, a tak jí založí profil na seznamce. I přes počáteční odpor se tomuto nápadu nakonec podvolí a začíná randit naslepo. Všechny schůzky dopadají katastroficky, a tak přestává věřit, že opravdovou lásku najde. Aby toho nebylo málo, tak se musí přestěhovat ke svému nevlastnímu bratrovi, se kterým nemá ty nejlepší vztahy.

## Obsazení
- Ester Geislerová jako Eliška
- Jakub Prachař jako Richard
- Evelyn Kramerová jako Páťa
- Martin Písařík jako Jiří
- Veronika Žilková jako Bohunka
- Ondřej Malý jako Richard
- Jaroslav Plesl jako Jaroušek
- Jana Švandová jako Jarouškova matka
- Romana Goščíková jako Eva

## Recenze
Film byl přijat průměrně až podprůměrně. Kritizován byl především za předvídavost a neoriginalitu.